# Darkcore
Darkcore is een hardere, relatief jonge en duister klinkende versie van de elektronische muziekstijl hardcore. Het moet niet verward worden met het gelijknamige subgenre van jungle.
Darkcore is een subgenre van hardcore. Het doel van darkcore is met minimale middelen een bepaalde sfeer te creëren. Bij darkcore is de kickdrum veel harder dan bij techno en zijn het duistere/mysterieuze deuntjes die de toon zetten, wat soms psychedelisch kan klinken. In darkcore komen dikwijls harde beats en agressieve vocals voor.
Met darkcore verwante genres zijn industrial hardcore en doomcore. Bij industrial hardcore hoort men meer piepende en krakende toontjes en is er vaak sprake van een distorted effect op de kickdrum. Doomcore heeft een wat apocalyptisch geluid en is over het algemeen vrij traag.
Velen zien Endymion als pioniers van darkcore vanwege hun vernieuwende sound die destijds op het Supreme Intelligence-label ten gehore werd gebracht. Later werd deze sound door producers als darkcore overgenomen.
Anno 2012 is het Enzyme Records-sublabel Enzyme K7 het enige label dat zich alleen op darkcore richt. Darkcore zoals die oorspronkelijk gemaakt en bedoeld was is vrijwel van het toneel verdwenen, al proberen sommigen de sound te handhaven middels een eigen draai aan hun sound te geven. The Outside Agency en Dr. Macabre zijn goede voorbeelden van hoe de huidige darkcore sound klinkt.
Darkcore was ook de naam van houseparty's georganiseerd door Art of Dance.

## Darkcoreproducers
Enkele bekende darkcoreproducers zijn:
- Endymion
- Ophidian
- DaY-már
- DJ Ruffneck / D'Spyre
- Negative A